# 八重衣
八重衣（やえごろも）は地歌の曲。手事物である。石川勾当により三味線の曲として作曲され、後に八重崎検校により箏の手付けがされた。『新青柳』『融』と並び「石川の三つ物」と称される。箏は半雲井調子、三絃は本調子。地歌のなかでも複雑な構成と技巧をこらした風格のある大曲とされている。

## 概要
作曲者の石川勾当の生没年は不詳である。19世紀後半の文政前後に京都において活躍したが、その才能を疎まれ不遇な生涯を送ったと伝えられている。晩年は白川に住んだ。作品は非常に長大で凝ったものが多く、中でも『八重衣』は、あまりにも難曲であったため石川勾当本人も弾きこなすことができず、廃曲となりかけたが、それを惜しんだ宮原検校が一計を案じ、当時箏手付けの名人と讃えられた八重崎検校をたき付けて箏の手付けをさせ、以降広く演奏されることとなったと伝えられる。
曲の構成は、前唄 - ツナギ - 手事三段 - チラシ - 中唄 - マクラ - 手事 - チラシ - 後唄 と非常に凝ったつくりになっている。ただし、後の手事を手事とは呼ばず後チラシと呼ぶ流派も多い。唄の節も器楽部分も非常に凝っている。
器楽部分は三絃の技巧を極限まで追求し、音楽的に見てもきわめて高踏的である。最初の手事では、砧を、後の手事では虫の音をそれぞれ描写、発展させている。また後のチラシは俗に百拍子と呼ばれ息づまるクライマックスとなっている。
曲の規模から見ると、『松竹梅』、『新青柳』、『融』、『笹の露』、『千代の鶯』等と並ぶ大曲であるが、これらの曲では転調のために途中で数回三味線の調弦を変える。しかし八重衣のみ、曲中で頻繁に現れる転調にもすべて本調子で最後まで対応し、調弦を変えない。そこに難しさとともに妙味があると言われる。

## 歌詞
歌詞は、小倉百人一首から「衣」にちなんだ四季の歌を5首集めたもの。
君がため、春の野にいでて若菜摘む、わが衣手に雪は降りつつ

春過ぎて、夏来にけらし白妙の、衣ほすてふ天の香具山

みよしのの、山の秋風さよふけて、ふるさと寒く衣打つなり

秋の田の、かりほの庵の苫をあらみ、わが衣手は露にぬれつつ

きりぎりす、鳴くや霜夜のさむしろに衣かたしき独りかも寝ん

## 演奏例
都山流尺八手付
CD「安藤政輝 箏の世界」（VZCG-613 公財 日本伝統文化振興財団）歌・箏：安藤政輝／歌・三絃：米川文子